# 緑の小馬が生まれたら

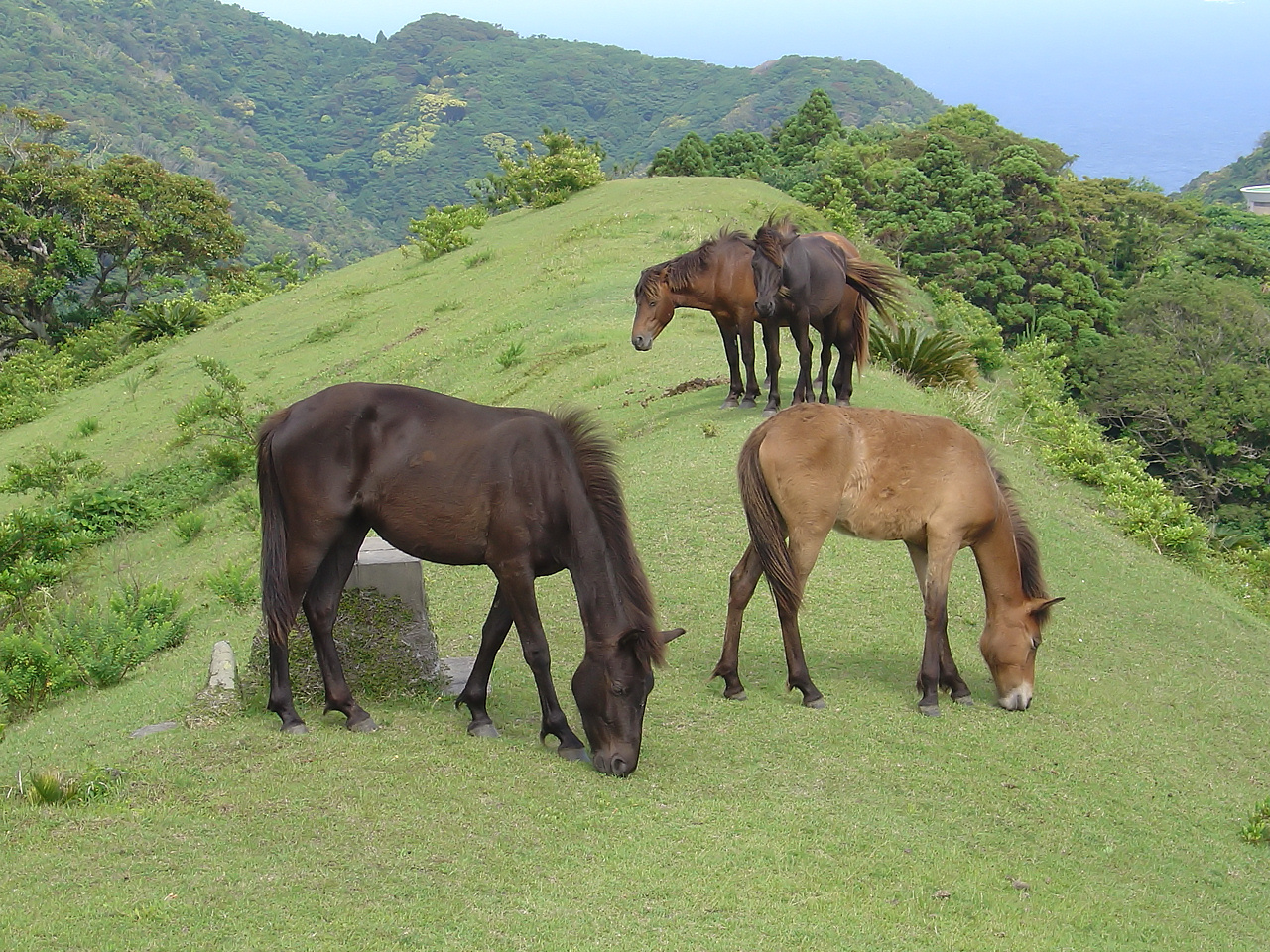
映像に登場した岬馬

「緑の小馬が生まれたら」（みどりのこうまがうまれたら）は、日本の楽曲。作詞：畑正憲、作曲：後藤悦治郎、編曲：浦野直。

## 概要
1976年4月 - 5月、NHKの『みんなのうた』で紹介。動物研究家として名高い畑正憲が自ら手掛けた歌で、子供の馬が生まれたらどうしようかという気持ちを歌った。映像は都井岬でロケーションが行われ、イントロや間奏では馬（岬馬）が走る様子をスローモーションで映した。歌は日本コロムビア所属のアニメ歌手の一人・大杉久美子が担当、大杉が『みんなのうた』で歌ったのは、2022年現在最初で最後。
1983年3月22日の『特集みんなのうた』では再放送された事は有るが、定時番組では再放送はされなかった。だが「みんなのうた発掘プロジェクト」で映像が視聴者から寄せられ、2012年3月16日深夜（3月17日未明）放送の『みんなのうた発掘スペシャル』で再放送された。そして10年後の2022年6月 - 7月には定時番組で46年ぶりに再放送される。